# Heinrich Borchert Lübsen
Heinrich Borchert Lübsen (* 12. Januar 1801 in Eckwarden; † 20. September 1864 in Altona) war ein deutscher Mathematiker.

## Leben
Nach Beendigung seiner Militärzeit wurde Lübsen Lehrer für den Prinzen Peter von Oldenburg. Danach studierte er Mathematik bei Gauß in Göttingen.
1831 ging er nach Hamburg und wurde Lehrer. Er galt als guter Lehrer und Lehrbuchschreiber. Er schrieb die Bücher zwischen 1835 und 1858. Danach verkaufte er die Rechte an Friedrich Brandstetter in Leipzig.
Noch Jahrzehnte nach seinem Tod erlebten seine Lehrbücher Neuauflagen.
Lübsen war unverheiratet. Sein Erbe war ein Legat für Bildungs- und Wohltätigkeitszwecke, das bis zum Ersten Weltkrieg von der Stadt Oldenburg verwaltet wurde.

## Werke
- Einleitung in die infinitesimalrechnung zum Selbstunterricht, 1862, Digitalisat 2. Auflage
- Ausführliches Lehrbuch der analytischen oder höheren Geometrie zum Selbstunterricht, 1849 Digitalisat 2. Auflage
- Ausführliches Lehrbuch der der Elementar-Geometrie, 1862
- Ausführliches Lehrbuch der Analysis, 1860, 2. Auflage
- Ausführliches Lehrbuch der ebenen und sphärischen Trigonometrie, 1860, 3. Auflage
- Ausführliches Lehrbuch der Arithmetik und Algebra zum Selbstunterricht, 1835
- Einleitung in die Mechanik, 1858 und 1859

### Sonstige
- Mathematics self-taught: the Lübsen method for self-instruction, and use in the problems of practical life. I. Arithmetic and algebra; (1897) Digitalisat